# Chin Chin el teporocho
Chin chin el teporocho és una pel·lícula mexicana de drama dirigida per Gabriel Retes i basada en la novel·la homònima de l'escriptor mexicà Armando Ramírez. Va ser estrenada el 15 d'agost de 1976.

## Sinopsi
La trama narra la història de Rogelio (Carlos Chávez), Víctor (Jorge Balzaretti), Gilberto (Jorge Santoyo) i Rubén (Abel Woolrich). La història és contada per Chin Chin, un jove teporocho del barri de Tepito de la Ciutat de Mèxic, qui recorda els esdeveniments que el van portar al alcoholisme i la drogoaddicció.
Rogelio coneix a Michele (Tina Romero), la filla de l'adroguer espanyol don Pepe (Aarón Hernán), qui menysprea a Rogelio per la seva condició social. Malgrat el rebuig del seu pare, Michele i Rogelio es casen.
Per part seva, Víctor és un jove la vida del qual ha estat plena de privacions, per la qual cosa decideix emigrar com a bracero als Estats Units. Gilberto s'ha refugiat en l'alcohol per a fugir dels seus problemes, mentre que Rubén no té problemes econòmics però els seus ingressos provenen d'activitats il·lícites.
Una nit, Víctor és assassinat; Rogelio jura matar a Rubén, a qui considera culpable de l'homicidi de Víctor. Michele queda embarassada de Rogelio i per a celebrar-ho, s'emborratxen. Quan s'acaba l'alcohol, Rogelio acudeix a la botiga del seu sogre, a qui troba amb Rubén tractant de seduir a un nen. Iracund, Rogelio mata a Rubén. L'adroguer intenta subornar Rogelio però ell no accepta; decideix fugir amb la seva esposa però ella es nega i prefereix quedar-se amb el seu pare. Rogelio marxa sol i es torna un teporocho. Es revela llavors que Rogelio narra la seva pròpia història, en tercera persona.

## Repartiment
- Carlos Chávez - Rogelio.
- Jorge Santoyo - Gilberto.
- Jorge Balzaretti - Víctor.
- Abel Woolrich - Rubén.
- Tina Romero - Michele.
- Diana Bracho - Sonia.
- Aarón Hernán - don Pepe

## Producció
La producció va donar inici el 29 de setembre de 1975 als Estudios Churubusco de la Ciutat de Mèxic, usant locaciones de l'urbs com el barri de Tepito i la Ciutat Universitària de la UNAM.
Chin chin el teporocho és l'òpera prima de Gabriel Retes i en la XIX edició dels Premis Ariel va rebre el premi a la millor opera prima.

## Temes
La novel·la és considerada per la crítica com "un veritable document antropològic de la marginació i la pobresa”. La pel·lícula aborda temes com la marginació social que se sofria en l'època en l'estrat més baix de la societat mexicana.
| «                                                         | El relat, que reflecteix de manera molt crua i molt real la vida quotidiana dels quatre protagonistes, està ple de moments en què la realitat es barreja amb la fantasia, en què els personatges deixen de ser ells mateixos per a convertir-se en símbols a través dels quals es fa una aguda i encertada crítica a les autoritats corruptes, a l'alcoholisme i a la degradació individual i social. | » |
| — Anuario de la Producción Cinematográfica Mexicana, 1975 | |   |

L'actor mexicà César Chávez va considerar que la seva inclusió en el paper protagonista va marcar un canvi amb el convencionalisme masculí en els rols principals:
| «                                       | Ha canviat la mentalitat i ha canviat per una senzilla raó, els personatges de les nostres cintes actuals són reals. Jo encarno a un noi de barri de Tepito perquè com jo són la majoria dels joves tepiteños. Que fals es veuria un galant a l'estil clàssic del nostre cinema tradicionalista! | » |
| — Carlos Chávez, 26 de novembre de 1975 | |   |

## Recepció
En la seva ressenya, publicada en 1976, l'articulista mexicà Luis G. Basurto va assenyalar:
| «                                           | El melodrama, fregat a penes en el llibre original, apareix vergonyant però patent en diverses escenes de la versió fílmica. Ens trobem amb seqüències aïllades de molt bon enfocament, de vigorós traç, d'expressió dramàtica convincent, al costat d'altres convencionals i respectives. | » |
| — Luis G. Basurto, Excélsior, agost de 1976 | |   |